# Coaña
Coaña (asztúriai nyelven Cuaña) település Spanyolországban, Asztúria autonóm közösségben. Coaña El Franco, Boal, Villayón és Navia községekkel határos. Lakosainak száma 3323 fő (2024).

## Népesség
A település népessége az utóbbi években az alábbiak szerint változott:
| Lakosok száma | 3635 | 3507 | 3473 | 3442 | 3462 | 3436 | 3387 | 3315 | 3285 | 3323 |
|               | 2001 | 2004 | 2007 | 2009 | 2012 | 2014 | 2017 | 2019 | 2022 | 2024 |